# Henri Cazalis

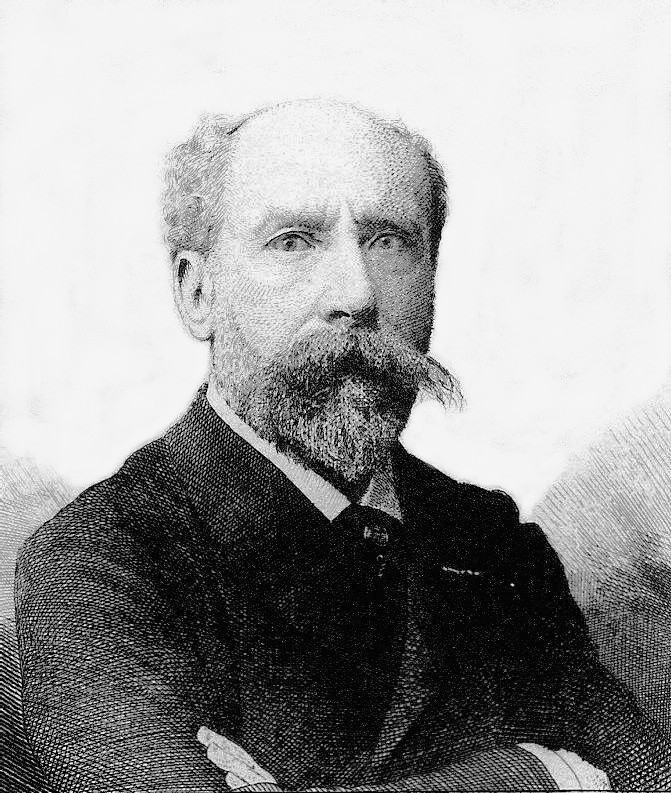
Henri Cazalis

Henri Cazalis (Cormeilles-en-Parisis, 9 maart 1840 - Genève, 1 juli 1909) was een Franse arts die symbolistisch dichter en letterkundige was en schreef onder de pseudoniemen van Jean Caselli en Jean Lahor. Zijn werken omvatten: 
- Chants populaires de l'Italie (1865)
- Vita tristis, Reveries fantastiques, Romances sans musique (1865)
- Melancholia (1868)
- Le Livre du néant (1872)
- Henry Regnault, sa vie et son œuvre (1872)
- L'Illusion (1875-1893)
- Cantique des cantiques (1885)
- Les Quatrains d'Al-Gazali (1896)
- William Morris (1897).

- Bibsys: 6027935
- Biblioteca Nacional de España: XX1651400
- Bibliothèque nationale de France: cb118956608 (data)
- Catàleg d'autoritats de noms i títols de Catalunya: 981058517726706706
- CiNii: DA0696004X
- Gemeinsame Normdatei: 118668927
- International Standard Name Identifier: 0000 0001 0796 6236
- Library of Congress Control Number: no94006022
- Nationale Bibliotheek van Letland: 000042953
- Base Léonore: LH//457/34
- MusicBrainz: c41fe0ad-1ed5-46c7-b1cd-cfd49fda2f43
- Nationale Bibliotheek van Tsjechië: xx0150920
- Nationale bibliotheek van Australië: 35958546
- Nationale Bibliotheek van Israël: 987007294149405171
- Nationale en Universitaire bibliotheek Zagreb: 000451996
- Nederlandse Thesaurus van Auteursnamen: 208190597
- Réseau des bibliothèques de Suisse occidentale: 02-A000102040
- SNAC: w686627m
- Système universitaire de documentation: 118643444
- Trove: 1163147
- Virtual International Authority File: 51264035
- WorldCat: E39PCjtKf9jR3cqwbKBMXymgYX